# Marcus (usurpateur)
Pour les articles homonymes, voir Marcus.
Marcus est un officier puis usurpateur romain du début du Ve siècle.

## Contexte

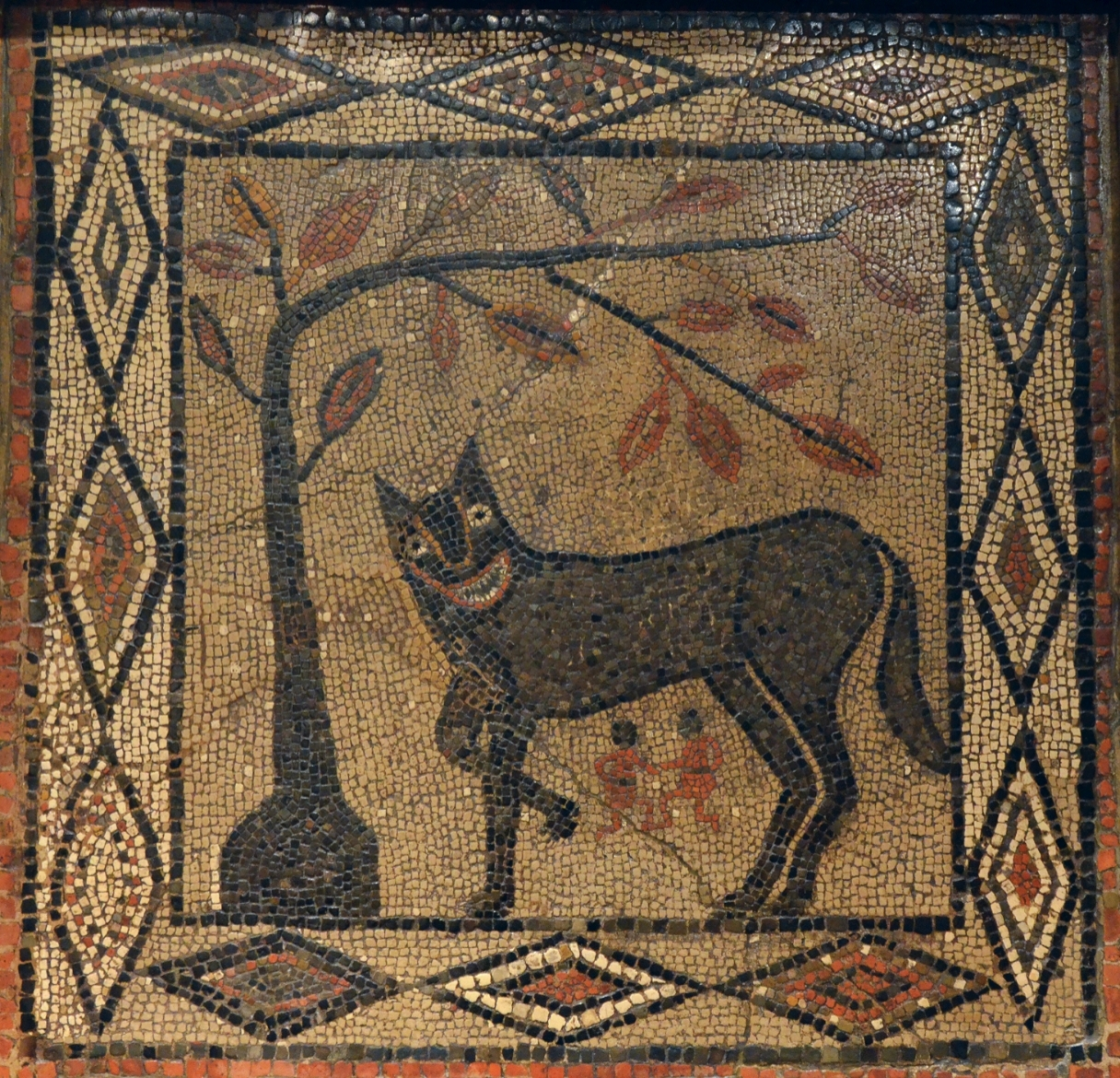
La louve romaine allaitant Romulus et Rémus, Aldborough (Yorkshire du Nord), v. 300-400.

Attaqué de toutes parts, l'Empire romain d'Occident aux abois envisage de rapatrier les légions encore stationnées aux frontières les plus excentrées pour mieux concentrer ses ultimes efforts militaires sur la défense de l'Italie. Considérant qu'ils n'ont plus rien de bon à attendre de Rome pour les protéger des déferlements des barbares Scots, Pictes et Saxons, les soldats de Bretagne font défection dès l'été 406 et proclament un empereur qui pourrait mieux prendre en compte leurs intérêts et assurer la défense de l'île plus efficacement que l'incapable, peureux et velléitaire Honorius.

## Règne
Marcus est un officier romain issu de l'aristocratie. Cependant, ne partageant pas leurs idées, il est éliminé par ses soldats après seulement quelques jours de règne. Ceux-ci le remplacent par Gratien.

## Source primaire
- Zosime,  Histoire Nouvelle, édition et traduction François Paschoud, 3 tomes en 5 volumes, Paris, les Belles Lettres, 1971-1989. Livre VI.